# نرگس (گیاه)
نرگس (نام علمی: Narcissus tazetta) نام یک گونه از سرده نرگس است.